# Peralejos de Arriba
Peralejos de Arriba – gmina w Hiszpanii, w prowincji Salamanka, w Kastylii i León, o powierzchni 32,69 km². W 2011 roku gmina liczyła 49 mieszkańców.